# Aglaonema brevispathum
Aglaonema brevispathum är en kallaväxtart som först beskrevs av Adolf Engler, och fick sitt nu gällande namn av Adolf Engler. Aglaonema brevispathum ingår i släktet Aglaonema och familjen kallaväxter.

## Underarter
Arten delas in i följande underarter:
- A. b. brevispathum
- A. b. hospitum